# Maurice Raynaud (homme politique)
Pour les articles homonymes, voir Maurice Raynaud.
Maurice Étienne Raynaud, né le 5 novembre 1860 à Marthon (Charente) et mort le 15 avril 1927 à Paris, est un homme politique français.

## Biographie
Fils de Jérôme Raynaud, juge de paix, après le lycée d'Angoulême, il fait des études de droit à Bordeaux et à Paris, où il obtient sa licence.
Il commence sa carrière politique à Marthon, comme conseiller municipal. Il devient ensuite conseiller d'arrondissement de Montbron.
En 1906, il est candidat aux législatives dans le nord de la Charente, à Ruffec, et est élu député au premier tour.
Il est membre de l'Alliance républicaine démocratique quand il est nommé ministre de l'agriculture et des colonies.
Il achète dans les années 1900 le Château-Neuf de Marthon et le restaure.
Il dirige le journal L'heure de 1916 à 1917.
Sa défaite aux élections législatives de 1924 marque la fin de sa carrière politique.
Officier de la Légion d'honneur en 1925, il meurt quatre ans plus tard, à l'âge de 76 ans.

### Fonctions ministérielles
- Ministre de l'Agriculture du 3 novembre 1910 au 2 mars 1911 dans le gouvernement Aristide Briand (2)
- Ministre de l'Agriculture du 9 décembre 1913 au 9 juin 1914 dans le gouvernement Gaston Doumergue (1)
- Ministre des Colonies du 13 juin au 26 août 1914 dans le gouvernement René Viviani (1)

## Sources
- « Maurice Raynaud (homme politique) », dans le Dictionnaire des parlementaires français (1889-1940), sous la direction de Jean Jolly, PUF, 1960 [détail de l’édition]